# Purpura hyperglobulinaemica
Die Purpura hyperglobulinaemica oder die Waldenström-Krankheit (nach Jan Gösta Waldenström) ist eine erworbene Gerinnungsstörung (hämorrhagische Diathese), die von den Blutgefäßen ausgeht. Charakteristisch ist eine massive Hypergammaglobulinämie, d. h., es sind übermäßig viele Gamma-Globuline (Antikörper) im Blut des Patienten vorzufinden.
Die sekundäre Purpura hyperglobulinaemica ist meist die Folge eines Plasmozytoms, einer Erkrankung des rheumatischen Formenkreises oder des Sjögren-Syndroms.
Laborchemisch gesehen sind die Parameter Thrombozytenzahl, Thrombozytenfunktion und plasmatische Gerinnungsparameter unverändert, d. h. normal. Somit liegen keine Koagulopathien, Thrombozytopathien oder Thrombozytopenien vor.